# Sauvagnat-Sainte-Marthe
Sauvagnat-Sainte-Marthe ist eine französische Gemeinde mit 465 Einwohnern (Stand 1. Januar 2022) im Département Puy-de-Dôme in der Region Auvergne-Rhône-Alpes (vor 2016 Auvergne). Sie gehört zum Arrondissement Issoire und zum Kanton Vic-le-Comte (bis 2015 Champeix).

## Lage
Sauvagnat-Sainte-Marthe liegt etwa 23 Kilometer südsüdöstlich von Clermont-Ferrand in der Limagne. Der Allier begrenzt die Gemeinde im Nordosten. Umgeben wird Sauvagnat-Sainte-Marthe von den Nachbargemeinden Coudes im Norden, Yronde-et-Buron im Osten und Nordosten, Saint-Yvoine im Süden und Südosten, Chadeleuf im Westen sowie Neschers im Nordwesten.

## Bevölkerungsentwicklung
| Jahr                       | 1962 | 1968 | 1975 | 1982 | 1990 | 1999 | 2006 | 2013 |
| Einwohner                  | 408  | 411  | 370  | 421  | 368  | 368  | 494  | 507  |
| Quellen: Cassini und INSEE |      |      |      |      |      |      |      |      |

## Sehenswürdigkeiten
- Kirche